# Новоукраїнська сільська громада
Новоукраїнська сільська об'єднана територіальна громада — колишня об'єднана територіальна громада України, в Більмацькому районі Запорізької області. Адміністративний центр — село Новоукраїнка.
Площа громади —  км², населення —  мешканців (2020).
Утворена 9 листопада 2017 року шляхом об'єднання Новоукраїнської та Смілівської сільських рад Більмацького району.
12 червня 2020 року, відповідно до розпорядження Кабінету Міністрів України № 713-р «Про визначення адміністративних центрів та затвердження територій територіальних громад Запорізької області», була ліквідована шляхом приєднання до Більмацької селищної громади.

## Населені пункти
До складу громади входили 8 сіл: Березівка, Веселоіванівське, Гоголівка, Новоукраїнка, Самійлівка, Світле, Сміле та Червоноселівка.